# US Open i tennis
US Open (Amerikanska öppna) är en klassisk tennistävling som sedan 1978 spelats på hard court-banor utomhus i Flushing Meadows, Queens, New York. Tävlingen tillhör de fyra Grand Slam-turneringarna. US Open spelades första gången 1881 på herrsidan, och 1887 på damsidan.

## Historia
De första nationella mästerskapen i USA i tennis (egentligen lawn-tennis, till skillnad från court tennis eller, på engelska, real tennis) hölls i månadsskiftet augusti–september 1881. Tävlingen, the US Lawn Tennis Championships, omfattade bara herrsingel med deltagare från klubbar som var anslutna till US National Lawn Tennis Association, som också organiserade tävlingen. Den spelades på gräsbanorna vid Newport Casino, Newport, Rhode Island. Segrare blev 19-åringen Richard Sears från Boston. Han vann tävlingen även de följande sex åren. Systemet med Challenge Round, enligt samma princip som i Wimbledonmästerskapen, introducerades 1884 och användes fram till 1912. 

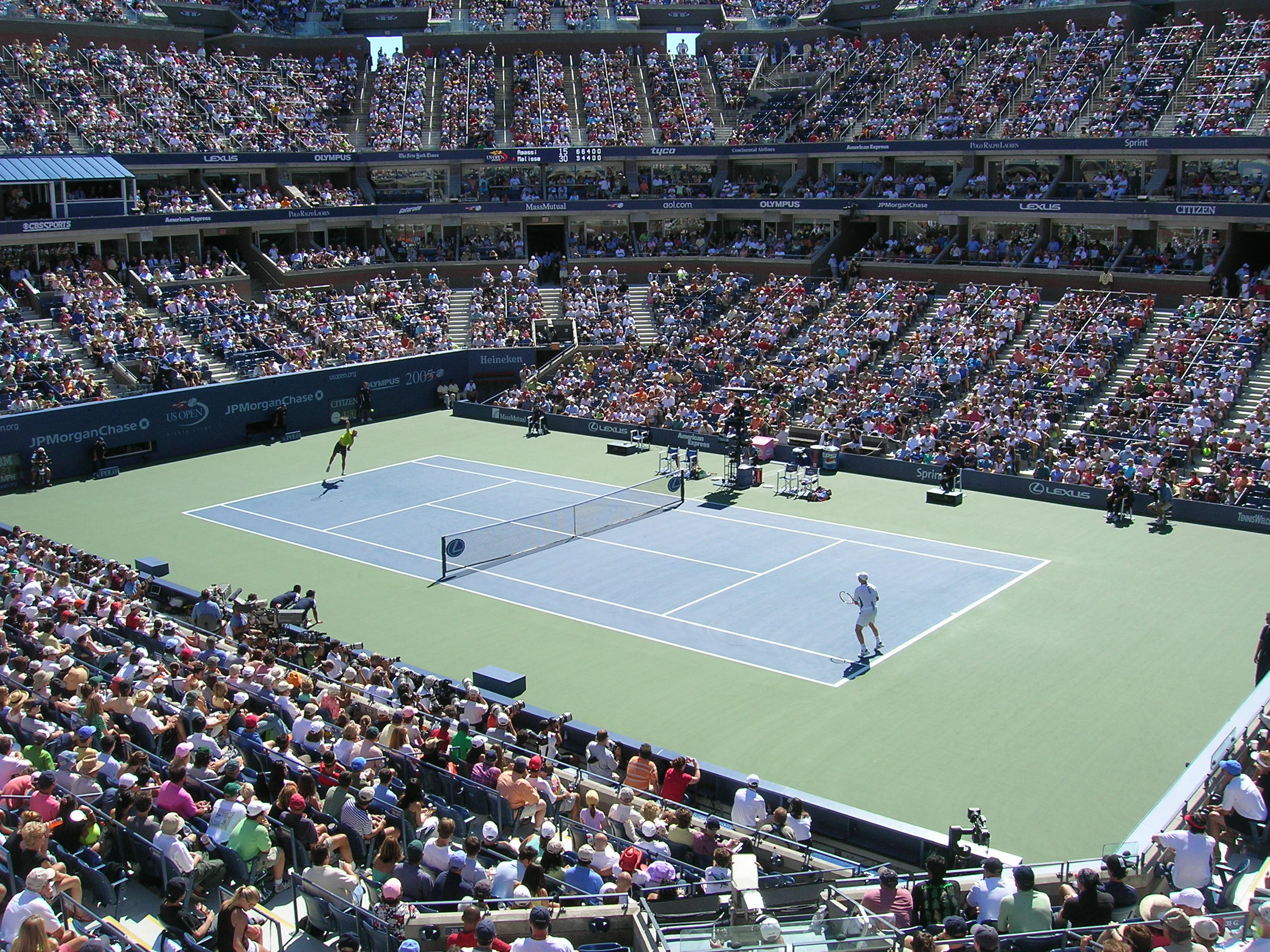
Arthur Ashe Stadium, Flushing Meadows.

År 1915 flyttade herrarnas turnering, som då också innefattade dubbel och mixed dubbel, till West Side Club's anläggning vid Forest Hills, Queens, New York. Tävlingarna spelades i huvudsak där under tiden för första världskriget och fram till 1920. Under perioden 1921–1923 hölls tävlingarna vid Chestnut Hill på gräsbanor som ägdes av Philadelphia Cricket Club. År 1924 flyttade man tillbaka till den då nyrenoverade anläggningen vid Forest Hills, varefter mästerskapen hölls där årligen till och med 1977. 
Separata damtävlingar (The Women's singles Championships) hölls första gången 1887 och spelades vid Chestnut Hill fram till 1920. Första segrare (1887) blev Ellen Hansell. År 1921 flyttades damtävlingen till Forest Hills, och 1924 var det första år som både herr- och damsingeln spelades där. 
Perioden 1946–1967 spelades herr- och damdubbeltävlingarna på banorna vid Chestnut Hill, medan singel- och mixed dubbel-tävlingarna avgjordes i Forest Hills. Från starten 1881 fram till 1967 hade bara amatörspelare rätt att delta i tävlingarna. Från 1968, då mästerskapen första gången spelades som US Open, det vill säga såväl professionella spelare som amatörer var välkomna att spela, avgjordes hela mästerskapet med alla deltävlingar i Forest Hills. Anläggningen, med en centercourt med plats för 14 000 åskådare, började dock bli sliten. Gräsbanorna hade en tendens att bli ojämna och blev allt svårare att underhålla. Under de tre sista åren på Forest Hills (1975–1977) avgjordes mästerskapen på den amerikanska grusvarianten Har-Tru (relativt långsamt underlag där ytskiktet består av grå-grön basaltkross).
Från 1978 spelas US Open i Flushing Meadows, nära Manhattan, på en då nybyggd anläggning med 25 tennisbanor med akrylunderlag (kommersiellt namn Decoturf). Underlaget sägs vara "långsammare än gräs" men "snabbare än grus". Centercourten, Arthur Ashe Stadium, har plats för 20 000 åskådare.

## Tidigare mästare
Bland manliga mästare genom åren märks amerikanen William Larned som 1901–1911 vann singeltiteln sju gånger. Hans landsman Bill Tilden vann också titeln sju gånger under perioden 1920–1929, varav sex gånger i följd. Som första utländska spelare vann de brittiska bröderna Doherty dubbeltiteln 1902–1903. Bland kvinnliga mästare märks den norskfödda amerikanskan Molla Bjurstedt Mallory som vann mästerskapstiteln i singel totalt åtta gånger (1915–1926). Samtida med henne var amerikanskan Helen Wills Moody som vann turneringen sju gånger (1923–1931). Bland dubbelsegrare märks Louise Brough och Margaret duPont som tillsammans vann titeln 12 gånger (1942–1957).
Av intresse ur svensk synvinkel är att Björn Borg, trots fyra finaler perioden 1976–1981, aldrig lyckades vinna US Open. Han förlorade de första två finalerna mot Jimmy Connors (1976 och 1978) och de sista mot John McEnroe (1980 och 1981). Däremot vann Mats Wilander herrsingeln 1988 efter finalvinst över Ivan Lendl (6–4, 4–6, 6–3, 5–7, 6–4). Stefan Edberg vann 1991 och 1992; första gången över Jim Courier (6–2, 6–4, 6–0) och andra gången över Pete Sampras (3–6, 6–4, 7–6, 6–2).

## Segrare

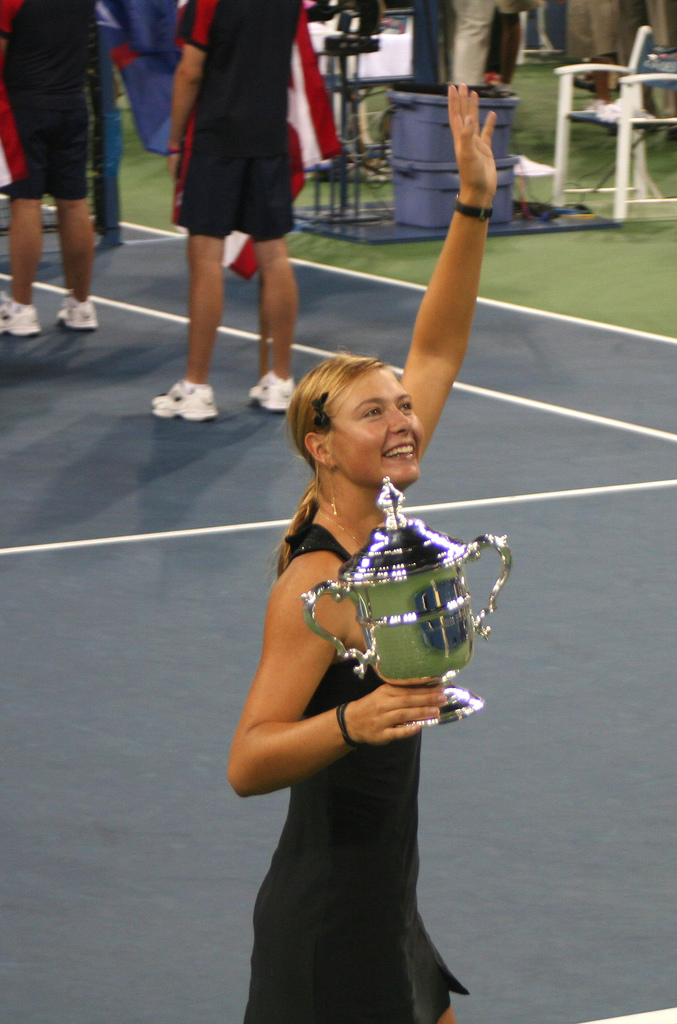
Marija Sjarapova, damsingelmästare 2006

- Herrsingel
- Damsingel
- Herrdubbel
- Damdubbel
- Mixed dubbel